# 日光國立公園
日光國立公園（日语：／）是日本的一個國立公園。總面積114,908公頃。大部區域位于栃木縣，也包括了群馬縣和福島縣的部分地區。主要可分為日光地域、鬼怒川·栗山地域、那須甲子·鹽原溫泉鄉地域等三大地域。

## 概要
1934年12月4日與大雪山國立公園、阿寒摩周國立公園、中部山岳國立公園、阿蘇九重國立公園同時被指定為國立公園。最初分為日光、尾瀨、奥鬼怒三地域，1950年再增加那須甲子·鹽原、藤原、栗山、足尾四地域。2007年尾瀨地域獨立成立尾瀨國立公園後，改為日光地域、鬼怒川·栗山地域、那須甲子·鹽原地域三大地域。

### 自然
日光國立公園位於那須火山帶所在的山岳地帶，包含日光地域的男體山、女峰山、赤薙山等成層火山，以及大真名子山、小真名子山、太郎山、日光白根山等火山穹丘，另外還有根名草山、鬼怒沼山、錫岳、皇海山等山岳，而那須甲子地域則有現在仍在噴煙的茶臼岳等那須連山。這一大片山岳地帶中的中禪寺湖（1,162ha）、湯之湖、西之湖等湖沼，及華嚴瀑布、龍頭瀑布、湯瀑布、霧降瀑布等瀑布是著名景點。

### 溫泉
此地溫泉包括鬼怒川、鹽原、那須、日光湯元、湯西川、川治、奥鬼怒、女夫淵等。

### 動植物
公園內有白根葵與尾瀨草、至佛淺蔥（シブツアサツキ）、庚申草等貴重高山植物，以及亞洲黑熊、梅花鹿、日本髭羚、日本獼猴等野生動物。

## 火山
- 日光連山（日语：日光連山）
  - 男體山
  - 女峰山
  - 大真名子山（日语：大真名子山）
  - 小真名子山（日语：小真名子山）
  - 赤薙山（日语：赤薙山）
  - 帝釋山（日语：帝釈山 (日光連山)）
  - 太郎山（日语：太郎山 (栃木県)）
  - 山王帽子山
  - 三岳（日语：三岳）
  - 於呂俱羅山
  - 溫泉岳（日语：温泉ヶ岳）
  - 金精山
  - 根名草山
  - 外山（日语：外山 (奥日光)）
  - 白根隱山
  - 五色山
  - 前白根
  - 奥白根
- 錫岳
- 皇海山
- 庚申山
- 袈裟丸山（日语：袈裟丸山）

- 那須岳
  - 茶臼岳（日语：茶臼岳 (栃木県)）
  - 朝日岳（日语：朝日岳 (栃木県)）
  - 三本槍岳（日语：三本槍岳）

- 高原山（日语：高原山）
  - 雞頂山（日语：鶏頂山）
  - 釋迦岳（日语：釈迦ヶ岳）
  - 西平岳

## 相關市町村
- 栃木縣

日光市、矢板市、那須塩原市、鹽谷町、那須郡那須町
- 群馬縣

利根郡片品村
- 福島縣

南會津郡下鄉町、西白河郡西鄉村

## 歷史
- 1934年（昭和9年）12月4日：「日光國立公園」成立（日光、尾瀨及奧鬼怒地區）
- 1938年（昭和13年）5月13日：指定特別地域
- 1950年（昭和25年）9月22日：加入那須、甲子、鹽原、藤原、栗山及足尾地區
- 1953年（昭和28年）12月22日：指定特別保護地區
- 1957年（昭和32年）4月5日：那須地域區域變更
- 1957年（昭和32年）7月8日：加入舊皇室用地
- 1965年（昭和40年）4月15日：光德地區及戰場原部分區域指定為特別地域
- 1967年（昭和42年）12月5日：尾瀨部分區域指定為特別地域
- 1985年（昭和60年）9月5日：審查那須甲子、鹽原地域的公園區域與公園計畫
- 1992年（平成4年）7月14日：變更那須甲子、鹽原地域的公園區域與公園計畫
- 1997年（平成9年）9月18日：審查日光地域的公園區域與公園計畫
- 2007年（平成19年）8月30日：尾瀨地域獨立為尾瀨國立公園

## 景點
- 日光地區
  - 山岳、高原：白根山、男體山、太郎山、女峰山、皇海山、庚申山、霧降高原
  - 濕原：戰場原、小田代原（日语：小田代ヶ原）
  - 湖沼：中禪寺湖、湯之湖（日语：湯ノ湖）、西之湖（日语：西ノ湖）、切込湖・刈込湖、光德沼、菅沼（日语：菅沼 (群馬県)）、丸沼（日语：丸沼ダム）
  - 瀑布：華嚴瀑布、湯瀑布（日语：湯滝）、龍頭瀑布（日语：竜頭滝）、裏見瀑布（日语：裏見滝）、霧降瀑布（日语：霧降の滝）
  - 溫泉：日光湯元溫泉（日语：日光湯元温泉）
  - 歷史建築：日光東照宮、日光二荒山神社、輪王寺
- 鬼怒川地區
  - 湖沼、濕原：鬼怒沼（日语：鬼怒沼）
  - 瀑布：日向恐瀑布（ヒナタオソロシの滝）、日陰恐瀑布（オロオソロシの滝）
  - 溫泉：鬼怒川溫泉、川治溫泉（日语：川治温泉）、奥鬼怒溫泉鄉（日语：奥鬼怒温泉郷）
  - 峽谷：龍王峽（日语：龍王峡）
- 那須·甲子地區
  - 山岳、高原：那須岳（茶臼岳、朝日岳、三本槍岳等）、那須高原
  - 濕原：沼原濕原
  - 瀑布：乙女瀑布
  - 溫泉：那須溫泉鄉（日语：那須温泉郷）、板室溫泉（日语：那須温泉郷）、甲子溫泉（日语：甲子温泉）
  - 其他：殺生石
- 鹽原·八方原地區
  - 山岳、高原：日留賀岳、小佐飛山、高原山（日语：高原山）（釋迦岳、雞頂山、劍峰等）、八方原（日语：八方ヶ原）
  - 溫泉：鹽原溫泉鄉（日语：塩原温泉郷）
  - 瀑布：雷霆瀑布、咆哮霹靂瀑布
  - 峽谷：鹽原溪谷
  - 其他：尚仁澤湧水（日语：尚仁沢湧水）

## 集團設施地區、遊客中心
| 地區名   | 面積    | 所在地             | 使用人數（人） |
| -------- | ------- | ------------------ | -------------- |
| 光德     | 100.9ha | 栃木縣日光市       | 624,000        |
| 湯元     | 120.2ha | 栃木縣日光市       | 2,006,000      |
| 中宮祠   | 91.2ha  | 栃木縣日光市       | 4,861,000      |
| 鬼怒川   | 136.4ha | 栃木縣日光市       | 2,030,000      |
| 那須高原 | 881.3ha | 栃木縣那須郡那須町 | 4,501,000      |

| 中心名                 | 設置者 | 所在地                         | 使用人數（人） |
| ---------------------- | ------ | ------------------------------ | -------------- |
| 日光湯元遊客中心       | 環境省 | 栃木縣日光市湯元               | 56,964         |
| 鹽原溫泉遊客中心       | 栃木縣 | 栃木縣那須鹽原市鹽原前山國有林 | 85,558         |
| 栃木縣立日光自然博物館 | 栃木縣 | 栃木縣日光市中宮祠2480−1       | 73,218         |
| 赤沼自然情報中心       | 栃木縣 | 栃木縣日光市中宮祠2480−1       | 40,080         |
| 那須平成之森田野中心   | 環境省 | 栃木縣那須郡那須町高久丙3254   | 49,437         |
| 那須高原遊客中心       | 環境省 | 栃木縣那須郡那須町湯本207-2    | 24,653         |

## 圖片

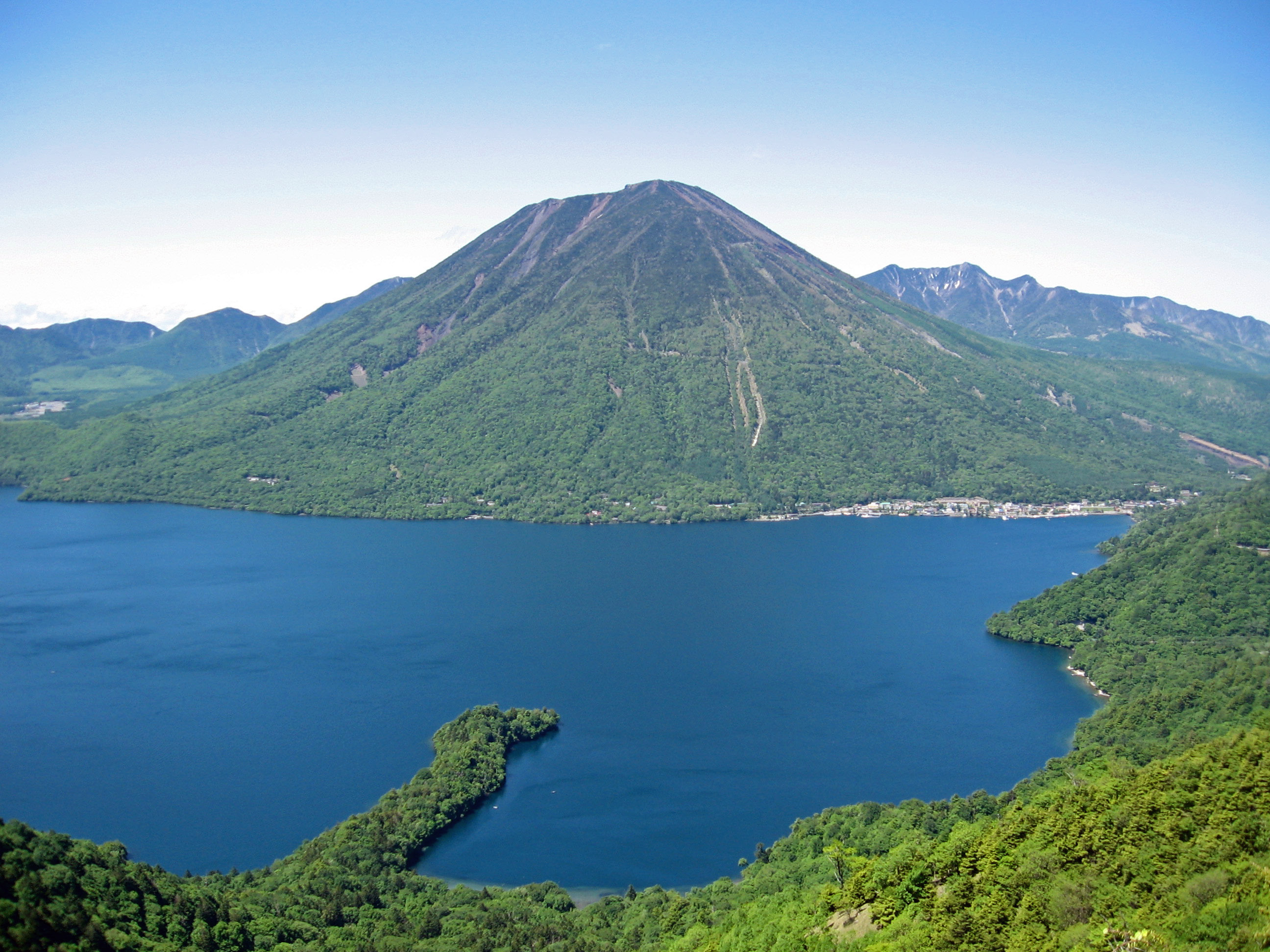
中禪寺湖與男體山。前方的半島是八丁出島
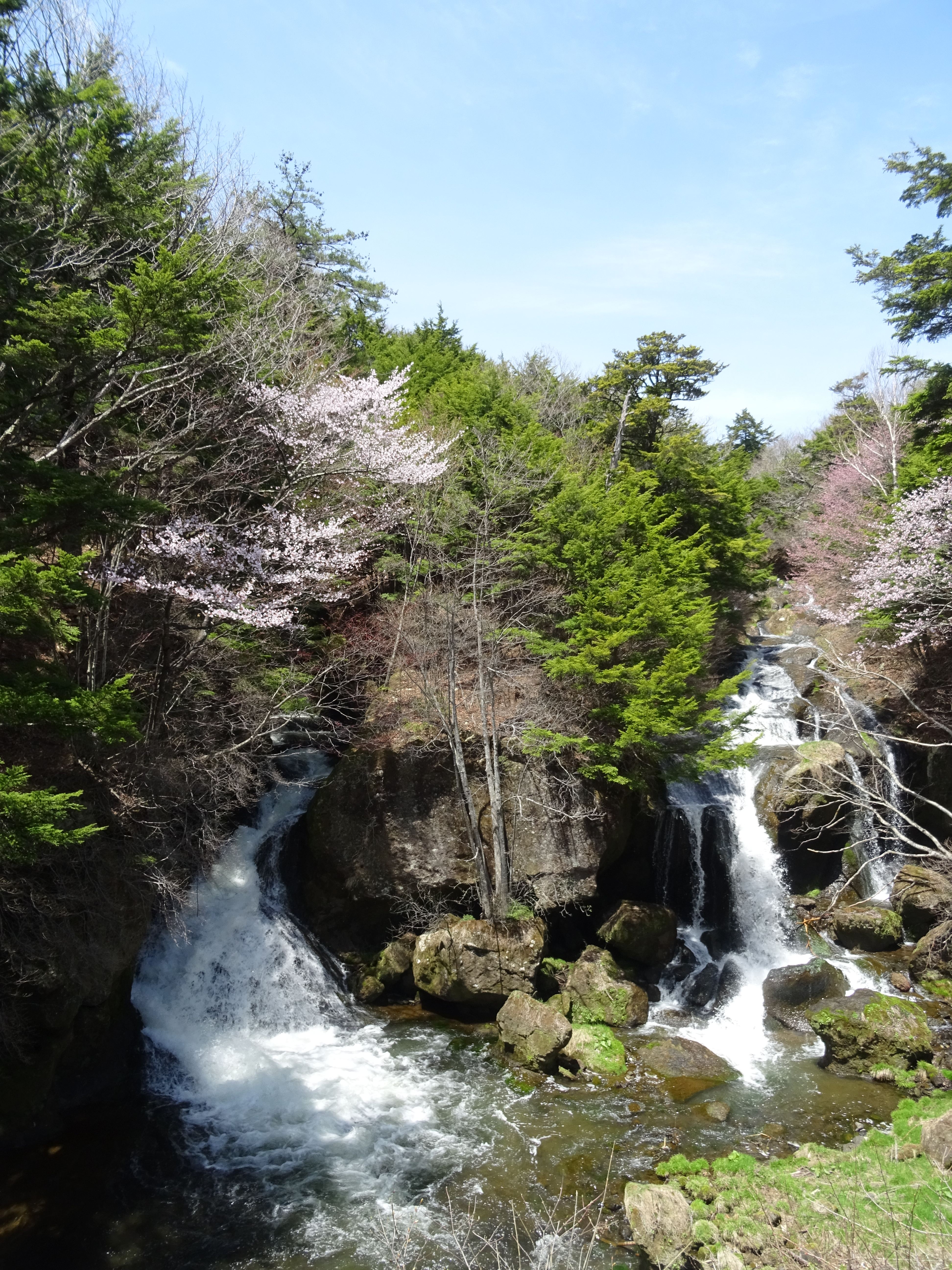
龍頭瀑布（日语：竜頭滝）
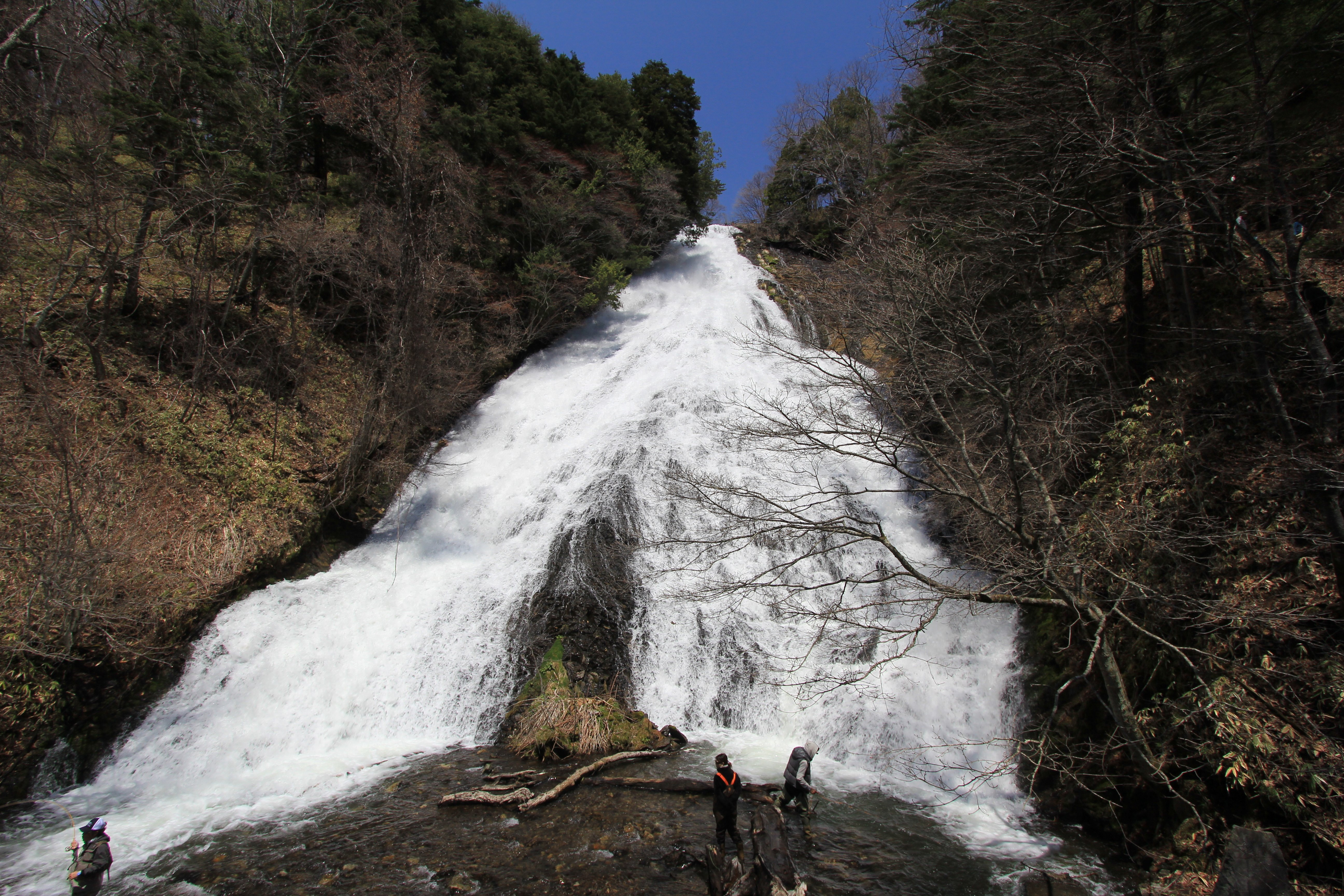
湯瀑布（日语：湯滝）
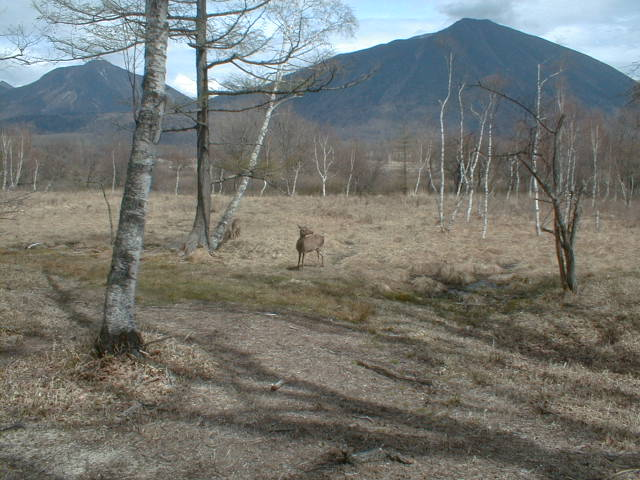
奧日光（日语：奥日光）、戰場原西部眺望男體山（右側）
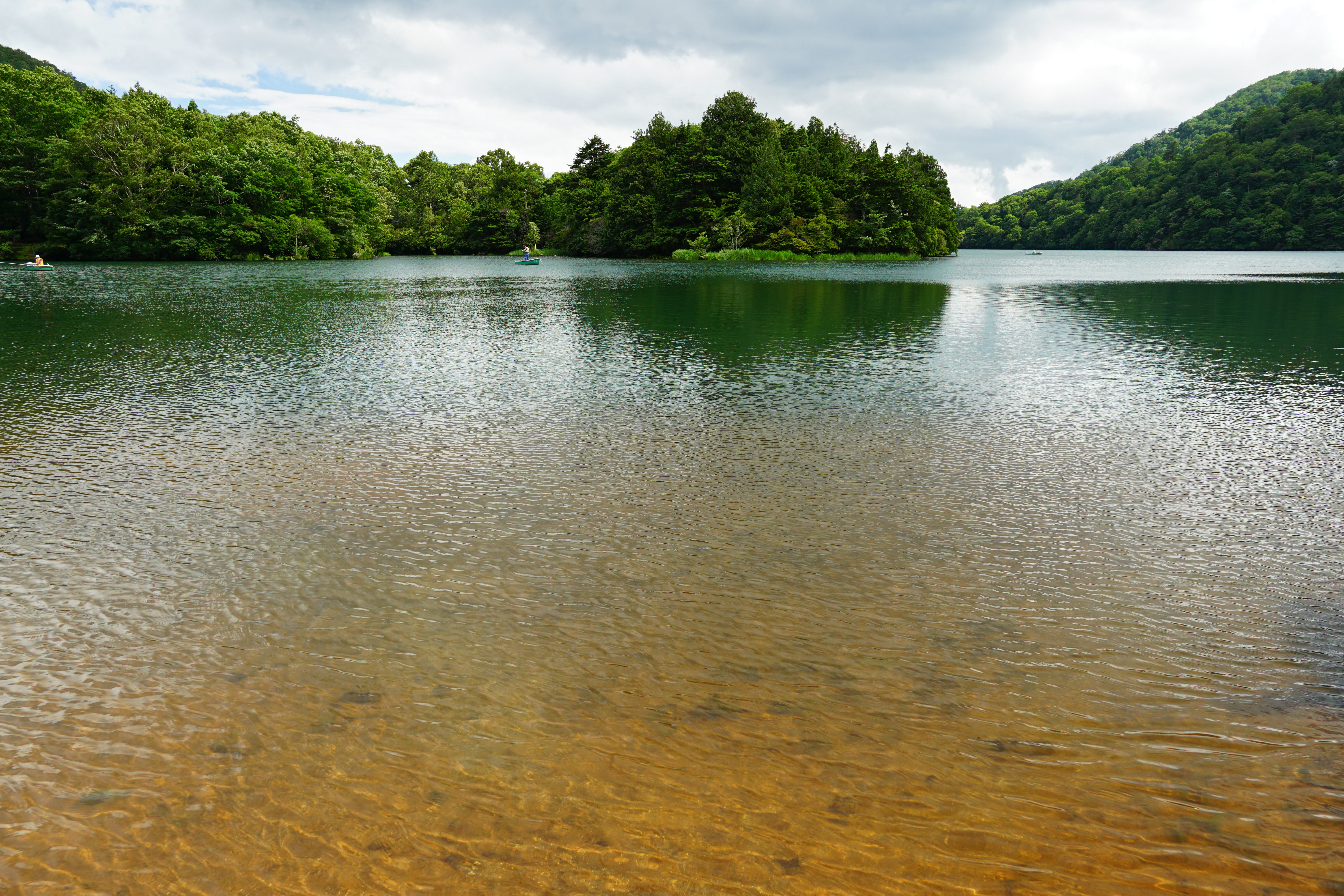
湯之湖（日语：湯ノ湖）
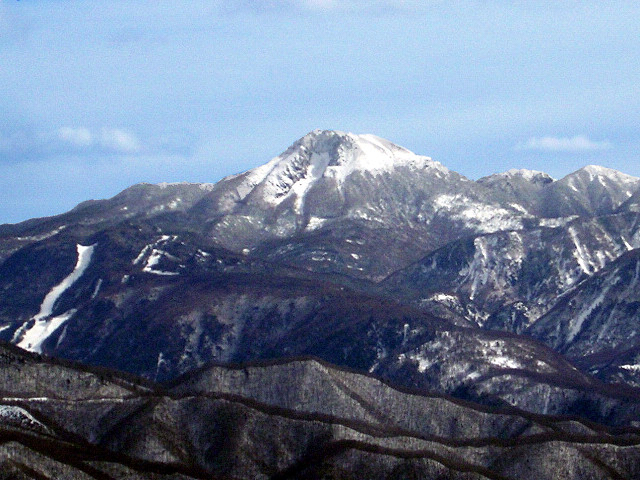
東日本最高峰日光白根山
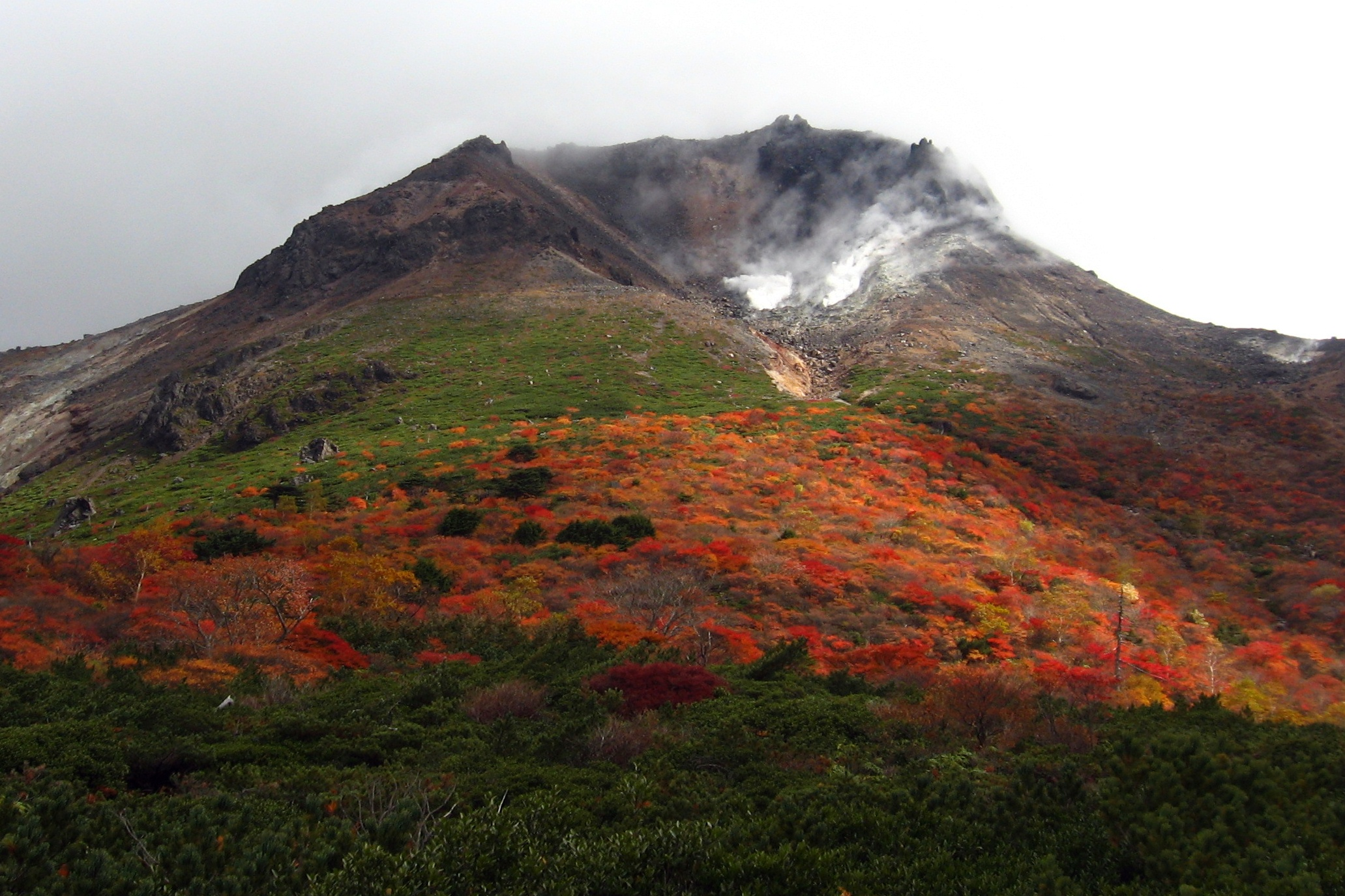
茶臼岳
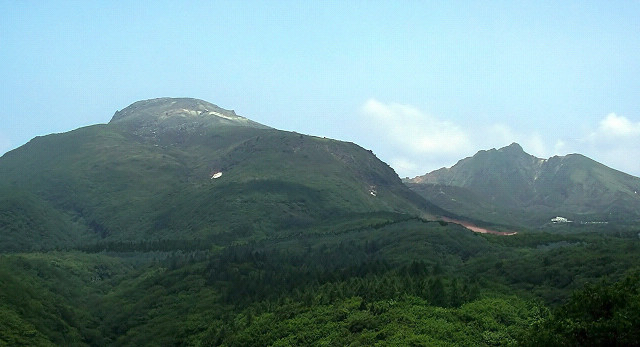
茶臼岳（左）與朝日岳（右）
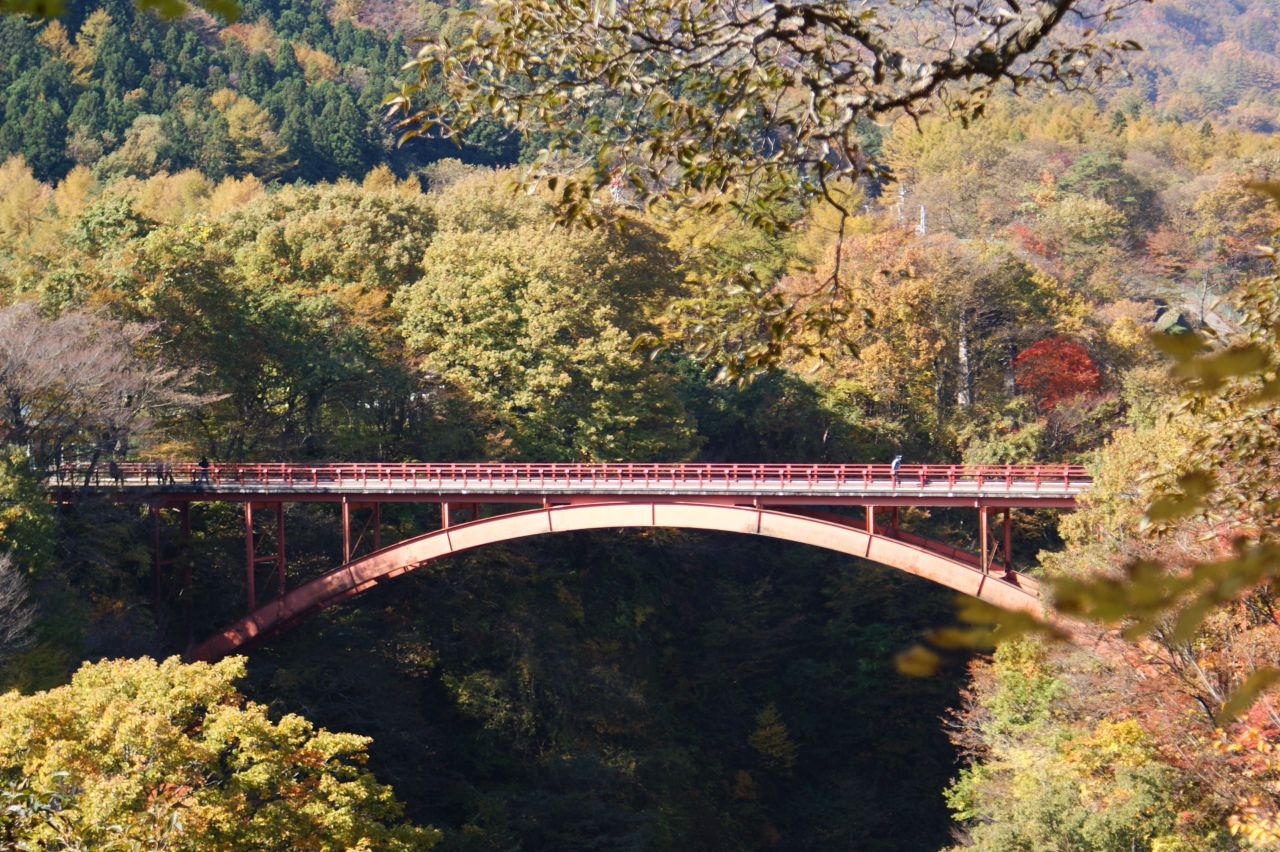
雪割橋（日语：雪割橋）
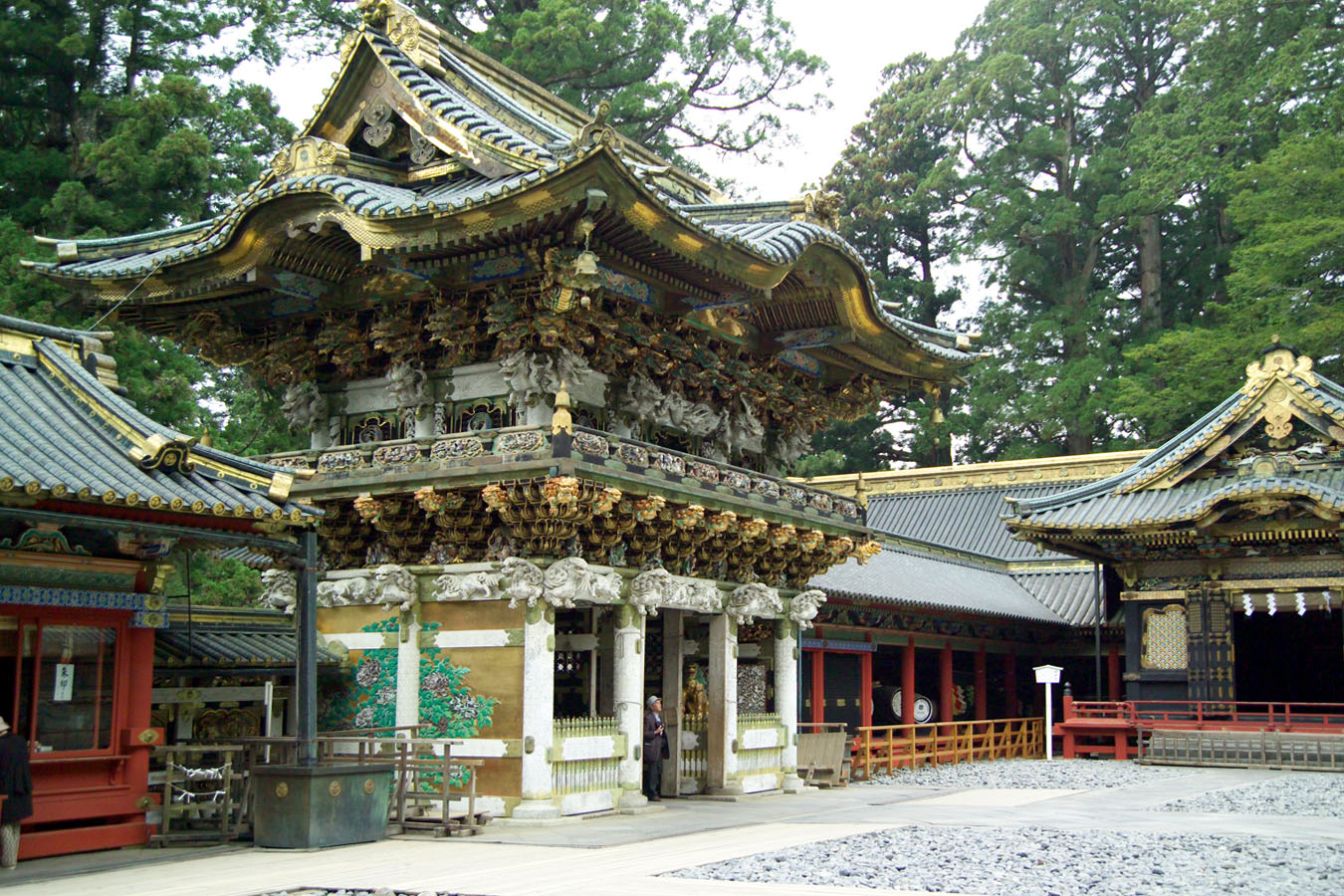
日光東照宮

## 外部連結
- 日光国立公園 （页面存档备份，存于）